# Autriche
Pour peuple, voir Autrichiens.
Pour les articles homonymes, voir Autriche (homonymie) et Österreich.
République d'Autriche
(de) Republik Österreich
L'Autriche (en allemand : Österreich ), en forme longue la république d'Autriche (en allemand : Republik Österreich), est un État fédéral d'Europe centrale, sans accès à la mer. Pays montagneux, il est entouré, dans le sens des aiguilles d'une montre, par l'Allemagne et la Tchéquie au nord, la Slovaquie et la Hongrie à l'est, la Slovénie et l'Italie au sud, et par la Suisse et le Liechtenstein à l'ouest. Sa capitale est Vienne, la plus grande ville du pays.
L'Autriche est établie au Xe siècle en tant que margraviat du duché de Bavière au sein du Saint-Empire romain germanique. L'Autriche devient son propre duché en 1156, puis un archiduché en 1453. Au XVe siècle, Vienne devient la capitale de l'empire, et l'Autriche devient un acteur majeur de l'histoire de l'Europe au cours des siècles suivants en tant que terre d'origine de la monarchie de Habsbourg. Après la chute de l'empire en 1806, l'Autriche établit son propre empire, qui devient une des plus grandes puissances mondiales ainsi que le constituant dominant de la Confédération germanique. À la suite de la défaite de l'empire d'Autriche dans la guerre austro-prussienne en 1866, l'Autriche-Hongrie est établie un an plus tard. L'Autriche-Hongrie s'effondre en 1918 après sa défaite lors de la Première Guerre mondiale, menant à l'établissement de la Première République en 1919. En 1938, le pays est annexé par l'Allemagne nazie et devient alors une division de cette dernière. Après sa libération pendant la Seconde Guerre mondiale, l'Autriche tombe sous la tutelle des Alliés avant de regagner sa souveraineté en 1955. Depuis, le pays est gouverné en tant que république parlementaire fédérale et adopte une politique de neutralité dans les relations internationales.
L'Autriche est membre de l'Union européenne et de la zone euro, respectivement depuis 1995 et 1999. Sa langue officielle est l'allemand, mais depuis la ratification de la Charte européenne des langues régionales ou minoritaires, six autres langues (hongrois, slovène, croate du Burgenland, tchèque, slovaque et romani) sont reconnues.

## Étymologie
La première mention écrite du nom Austria se trouve dans l'Historia gentis Langobardorum, et date de l'année 796. Österreich signifie en vieil allemand « le royaume de l'Est ». L'Autriche a longtemps été le plus oriental des pays de l'Ouest. Un croisement avec son équivalent latin, Austria (dès le XIIe siècle), a donné Austriche en moyen français, puis Autriche en français.
Österreich est dérivé de Ostarrichi, première mention du nom du pays sur un document qui date de 996. Auparavant, le pays est connu sous le nom d'Ostmark « Marche de l'est », créée par l'empereur germanique Otton Ier.

## Géographie
Les trois plus grandes villes sont, dans l'ordre, Vienne, Graz et Linz.
Les Alpes occupent les deux tiers de la surface au sol de l'Autriche. Le point culminant du pays est le Grossglockner, qui s'élève à 3 798 m.
Le fleuve le plus long est le Danube, qui traverse également l'Allemagne, la Slovaquie, la Hongrie, la Croatie, la Serbie, la Bulgarie, la Roumanie, la Moldavie et l'Ukraine. Son parcours en Autriche s'étend sur 350 km.

### Transports

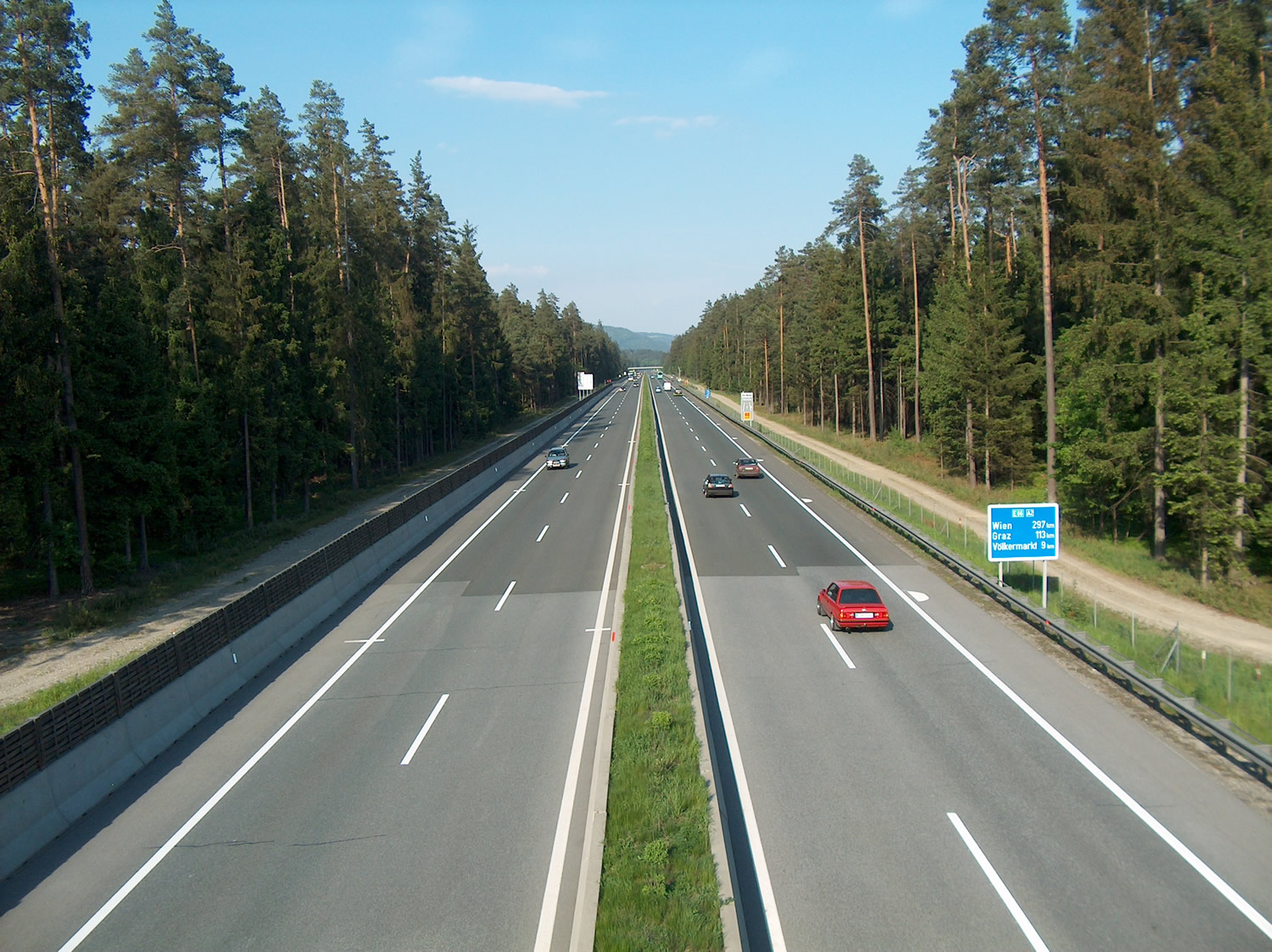
L'autoroute A2.

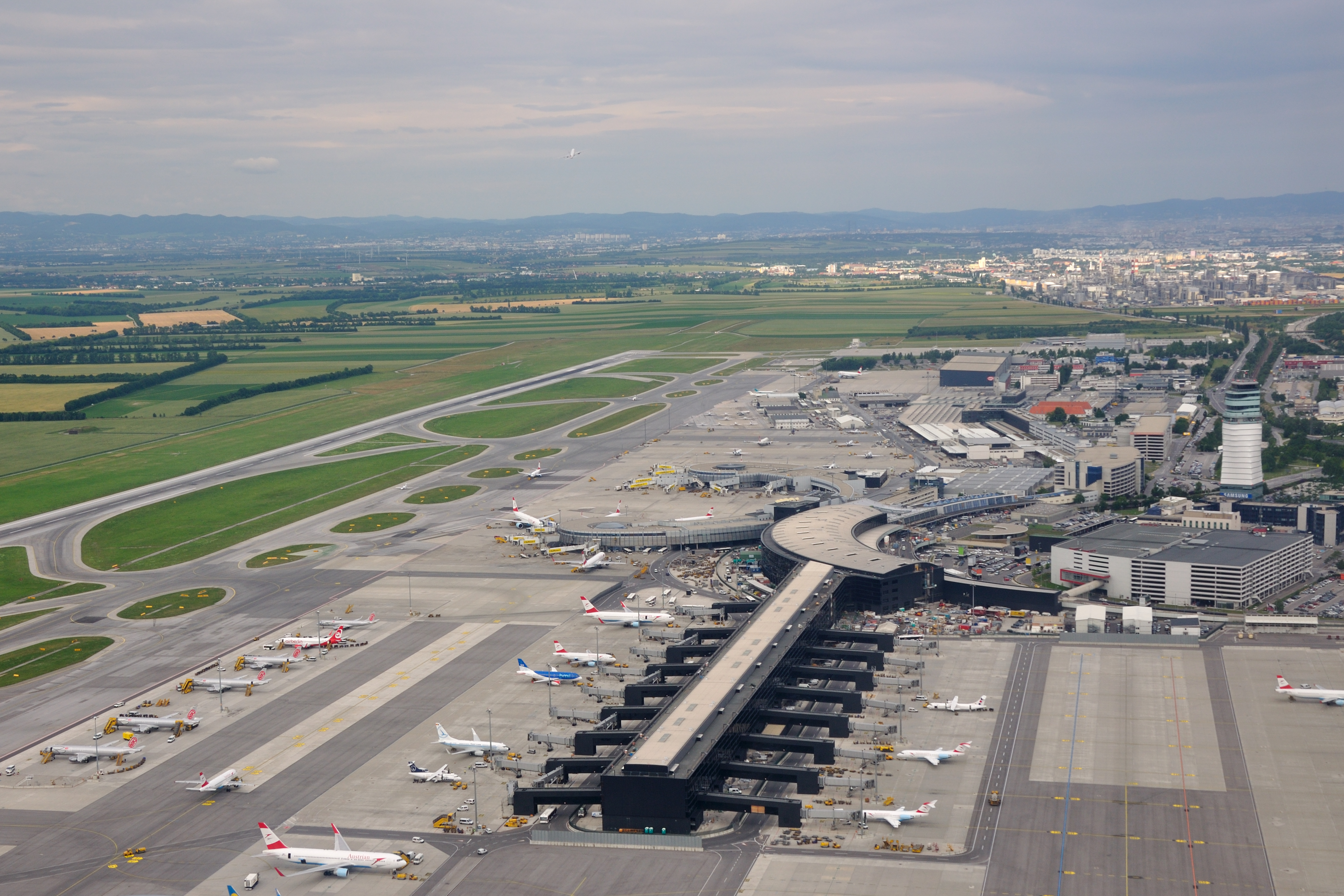
Aéroport de Vienne.

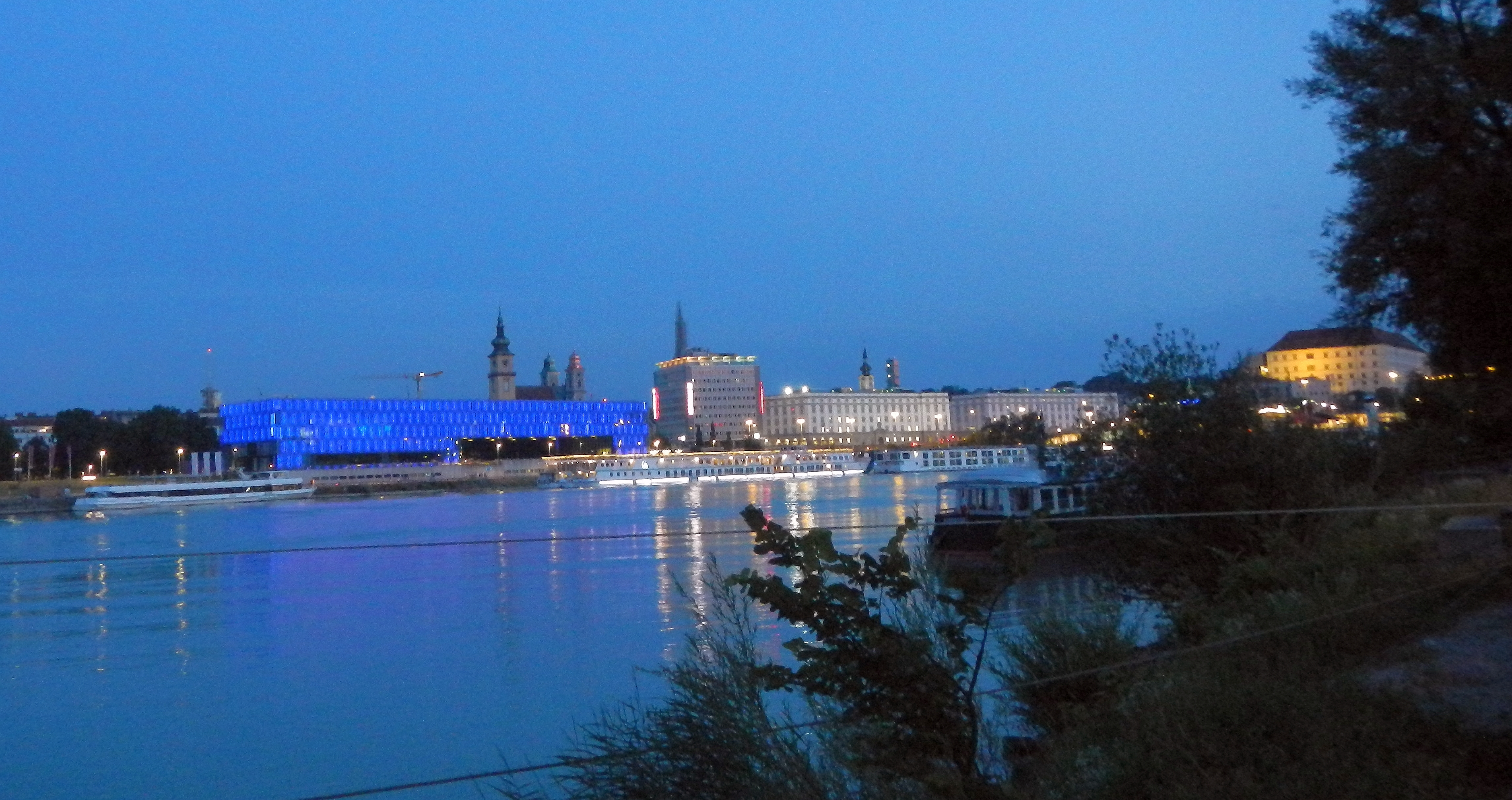
Le Danube à Linz.

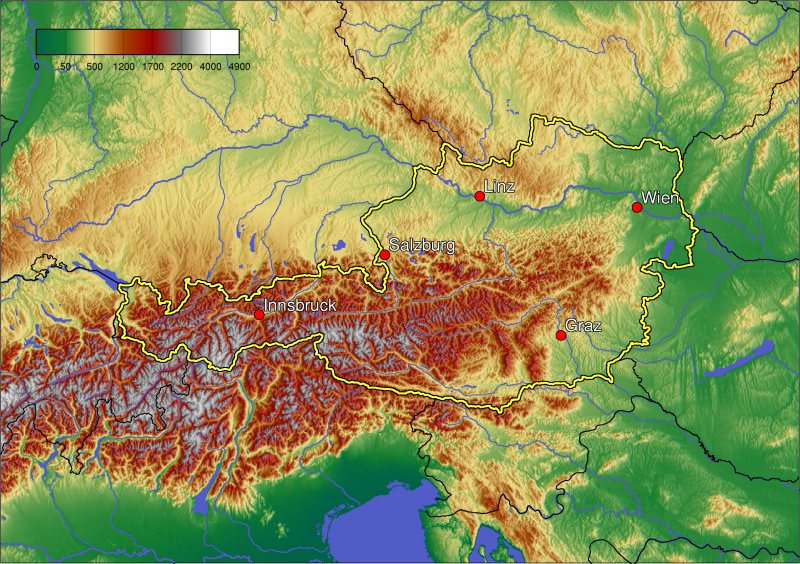
Carte des reliefs et principales grandes villes de l'Autriche.

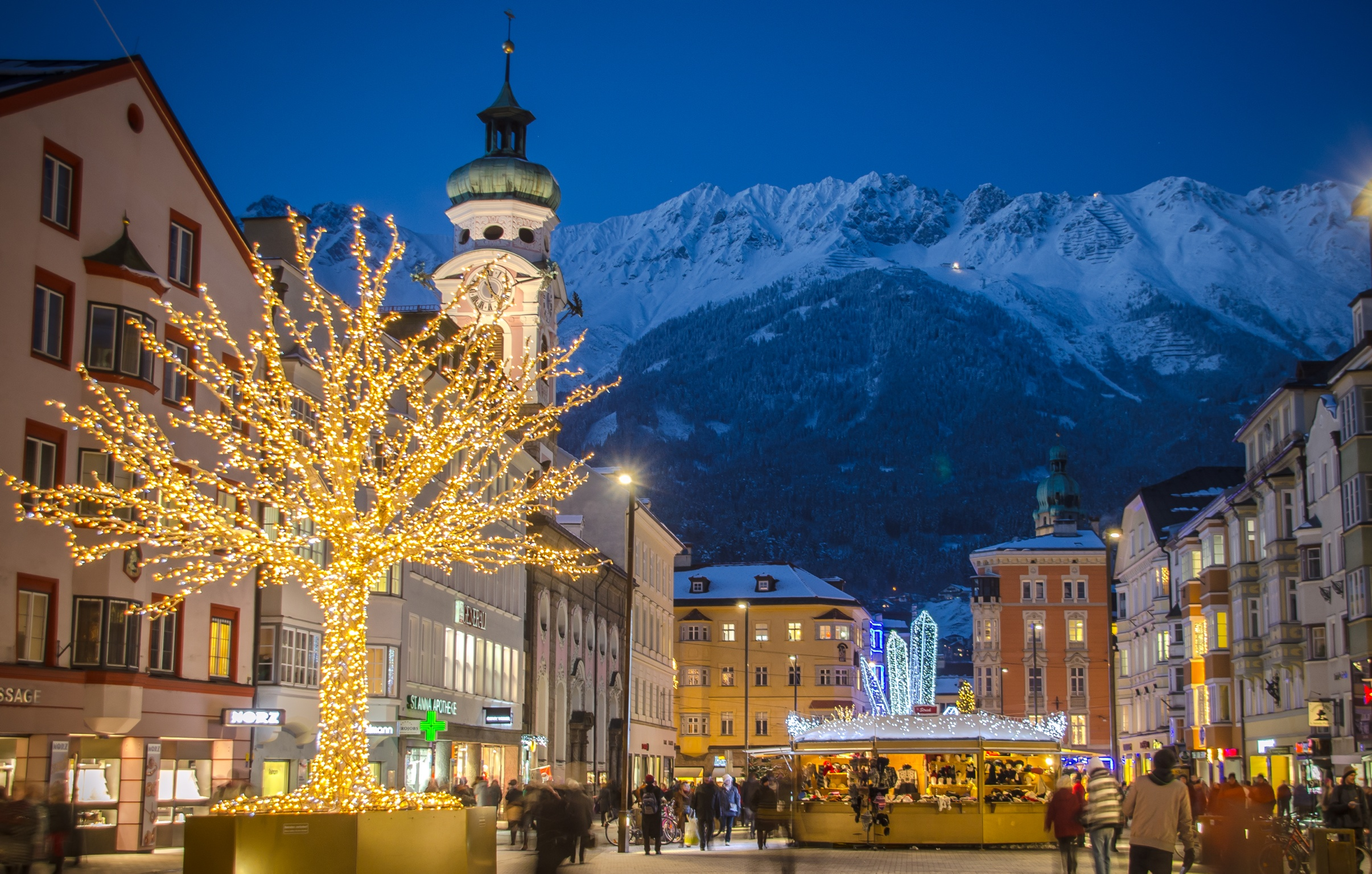
Innsbruck.

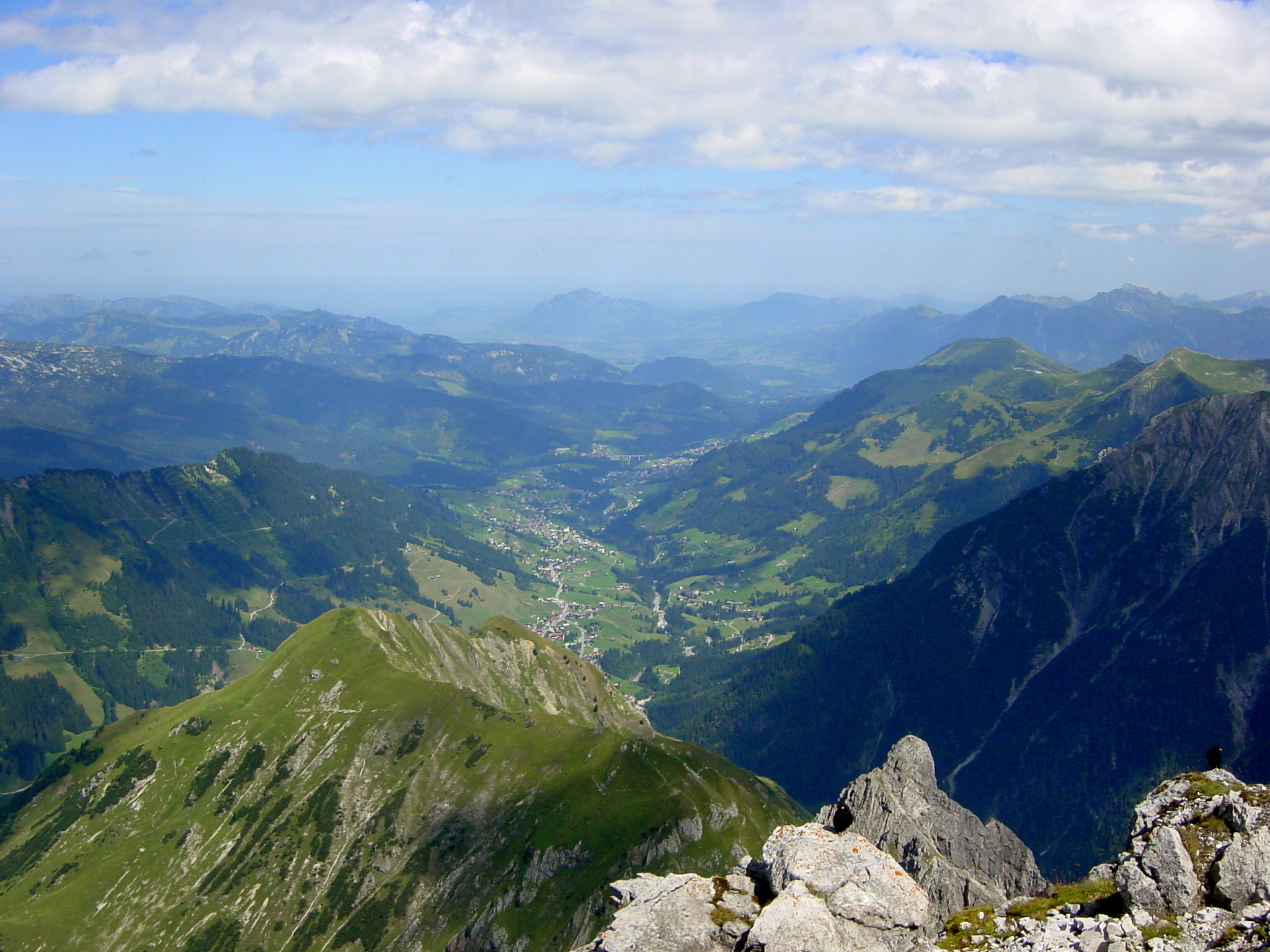
Vue de l'État de Vorarlberg.

L’infrastructure de transports autrichienne est liée directement à sa situation, d’une part au sein des Alpes, et d'autre part à sa situation de carrefour du centre de l’Europe centrale, que ce soit du point de vue des liaisons routières autant que ferroviaires. L'aménagement de voies de communication dans les Alpes nécessite de nombreux tunnels et ponts ayant pour caractéristiques de devoir résister à des conditions météorologiques extrêmes. Du fait de sa situation centrale, l’Autriche constitue un pays de transit, principalement pour les axes Nord-Sud et Nord-Sud-Est, et depuis la chute du rideau de fer également pour l'axe Est-Ouest. Cela implique ainsi un net surdimensionnement des voies de communication, notamment dans des zones écologiques sensibles, soulevant souvent des protestations de la part de la population.
Pour faire face à cette difficile combinaison d'intérêts à la fois économiques et écologiques, certaines mesures ont été rendues nécessaires, contribuant à faire de l'Autriche un pays aux avant-postes de la protection environnementale. La république alpine a par exemple très tôt imposé l'utilisation de pots catalytiques sur les véhicules motorisés. Certaines voies de circulation ne sont ouvertes qu’aux camions à la nuisance sonore réduite. Diverses dérégulations ont toutefois entraîné, principalement parmi certaines populations telles que celles de la vallée de l’Inn, un sentiment d'être oubliées par les instances de régulation agissant aux niveaux nationaux et internationaux, notamment par l’Union européenne.

#### Transport routier
Le réseau routier autrichien se compose actuellement[Quand ?] de :
- 47,59 % d’autoroutes (Autobahnen) et voies rapides ;
- 47,59 % de routes à caractère prioritaires (anciennement routes fédérales ou Bundesstraßen) ;
- 25 000 km de routes régionales (Landesstraßen) ;
- 70 000 km de routes communales (Gemeindestraßen).

Le réseau routier est entretenu principalement par l’État. Une taxe sur les véhicules existe sur le réseau autoroutier, sous la forme de vignette obligatoire (77,80 € en 2012 pour une vignette annuelle). Les camions doivent payer une redevance kilométrique (maximum 0,273 €/km) à la société ASFINAG (en).

#### Transport ferroviaire
La majorité du réseau ferroviaire est gérée par la société ÖBB (Österreichische Bundesbahnen). D’autres entreprises sont également présentes dans le transport ferré autrichien, détenues soit par les Länder, soit par le secteur privé.
- En 2006, près de 440 millions de passagers ont emprunté le réseau ferroviaire autrichien, soit une augmentation de 10 millions par rapport à 2005. Cette croissance rapide ainsi que des investissements insuffisants ont obligé ÖBB à louer des voitures supplémentaires auprès de ses partenaires allemands, suisses, italiens, roumains, hongrois et polonais, afin de faire face à la demande notamment lors des vacances de Noël 2006. La moyenne d'âge des voitures de l'ÖBB est de 21 ans[10].
- Le transport de camions par voie ferrée (également connu sous le terme de « transport combiné » ou « ferroutage ») est en développement rapide : la traversée du Tyrol sur rails a été utilisée par près de 110 000 camions en 2006, soit une augmentation de 130 % du trafic. Grâce en partie à d'importantes subventions de la part de l'État fédéral autrichien, et selon l'ÖBB, ce mode de transport reviendrait environ 20 % moins cher aux transporteurs, et permet de plus aux chauffeurs de mieux respecter leurs temps de pause réglementaires.

Un réseau de S-Bahn est déployé actuellement dans les régions métropolitaines de chacune des capitales d'État : Vienne, Brégence, Graz, Innsbruck, Klagenfurt, Linz, Salzbourg.
Vienne est la seule ville autrichienne à être équipée d’un véritable réseau de métro (U-Bahn). Certaines stations du réseau de tramway de Linz se trouvent sous terre. Les villes de Vienne, Graz, Linz, Innsbruck et Gmunden possèdent également un réseau de tramway. Le village de Serfaus, situé dans le Tyrol, possède le U-Bahn Serfaus, téléphérique souterrain, parfois considéré comme le métro le plus petit au monde.

### Effets du réchauffement climatique
La crise climatique affecte l'Autriche de diverses manières. Le rapport d'évaluation autrichien sur le changement climatique 2014 (Österreichischer Sachstandsbericht Klimawandel 2014) a abouti aux résultats suivants : en Autriche, la température a augmenté de près de 2 °C au cours de la période allant de 1880 à 2014 alors qu'au niveau mondial sur la même période, la température n'a en moyenne augmenté que de 0,85 °C. Les mesures prises jusqu'à présent par l'Autriche ne couvrent pas la contribution attendue du pays à la réalisation de l'objectif mondial de 2 °C. Au XXIe siècle, on peut s'attendre à une augmentation des précipitations au cours du semestre d'hiver et à une diminution de ces précipitations pendant le semestre d'été. La durée de l'enneigement s'est raccourcie au cours des dernières décennies, en particulier à moyenne et haute altitude (environ 1 000 m). Tous les glaciers mesurés en Autriche ont clairement perdu de la surface et du volume depuis 1980. Par exemple, dans les Alpes du sud de l'Ötztal, la plus grande zone glaciaire contiguë d'Autriche, la zone glaciaire est passée de 144,2 km2 en 1969 à 126,6 km2 en 1997 et 116,1 km2 en 2006. Les glissements de terrain, les coulées de boue, les éboulements et autres phénomènes gravitationnels augmentent considérablement dans les régions montagneuses. Le risque d'incendies de forêt augmente. Les perturbations dans les écosystèmes forestiers augmentent en intensité et en fréquence dans tous les scénarios climatiques discutés. Les écosystèmes à longue période de développement et les habitats des Alpes au-dessus de la limite des arbres sont particulièrement affectés par le changement climatique. Le tourisme d'hiver continuera de subir des pressions en raison de l'augmentation constante de la température.
Le mois de juin 2019 a été le plus chaud jamais enregistré en Autriche.

### Préservation de l'environnement
En 2019, le jour du dépassement (date de l’année à partir de laquelle l’humanité est supposée avoir consommé l’ensemble des ressources que la planète est capable de régénérer en un an) de l'Autriche est le 9 avril. L'Autriche est l'un des pays dont la consommation dépasse le plus les capacités de la planète.

#### Réseau européen Natura 2000
Le réseau Natura 2000 rassemble des sites naturels ou semi-naturels de l'Union européenne ayant une grande valeur patrimoniale, par la faune et la flore exceptionnelles qu'ils contiennent.
En décembre 2018, l'Autriche comptait 350 sites dont :
- 99 zones de protection spéciale (ZPS) pour les oiseaux sur une superficie de 10 236 km2 ;
- 304 zones spéciales de conservation (ZSC) (dont les pSIC, SIC) pour les habitats et les espèces sur une superficie de 9 381 km2 ;
- la superficie totale est de 12 874 km2, ce qui représente 15,4 % de la surface terrestre du territoire de l'Autriche[16].

## Histoire

### Antiquité et haut Moyen Âge
Durant l'Antiquité, l'Autriche est peuplée par les Celtes (culture de Hallstatt). Elle est ensuite partagée entre plusieurs provinces romaines, la Norique ainsi qu’une partie de la Pannonie et de la Rhétie. Elle est intégrée à la Francie orientale qui devient le Saint-Empire romain germanique, après les grandes invasions en tant que marche de l'Empire carolingien.
Pendant tout le Moyen Âge, l’Autriche est une des nombreuses principautés de langue allemande composant le Saint-Empire romain germanique. Grâce au Privilegium Minus et à la maison de Babenberg, indépendante de la Bavière depuis 1156, l'Autriche adoptée par la maison de Habsbourg en 1278 (Rodolphe Ier) a longtemps été la force dominante de l’Empire, plaçant à sa tête beaucoup de ses souverains, jusqu’à sa dissolution en 1806 par le « double-empereur » autrichien François II/I.
À la fin du Moyen Âge, la maison de Habsbourg (plus tard Habsbourg-Lorraine) transforme ses possessions en puissance européenne par rattachement des pays germanophones et non-germanophones, centralise l’administration et le droit dans l’archiduché d'Autriche — notamment après la guerre de Succession d'Autriche par Marie-Thérèse et son fils Joseph II — et forme enfin en 1804 l’empire d'Autriche.

### Empire d'Autriche

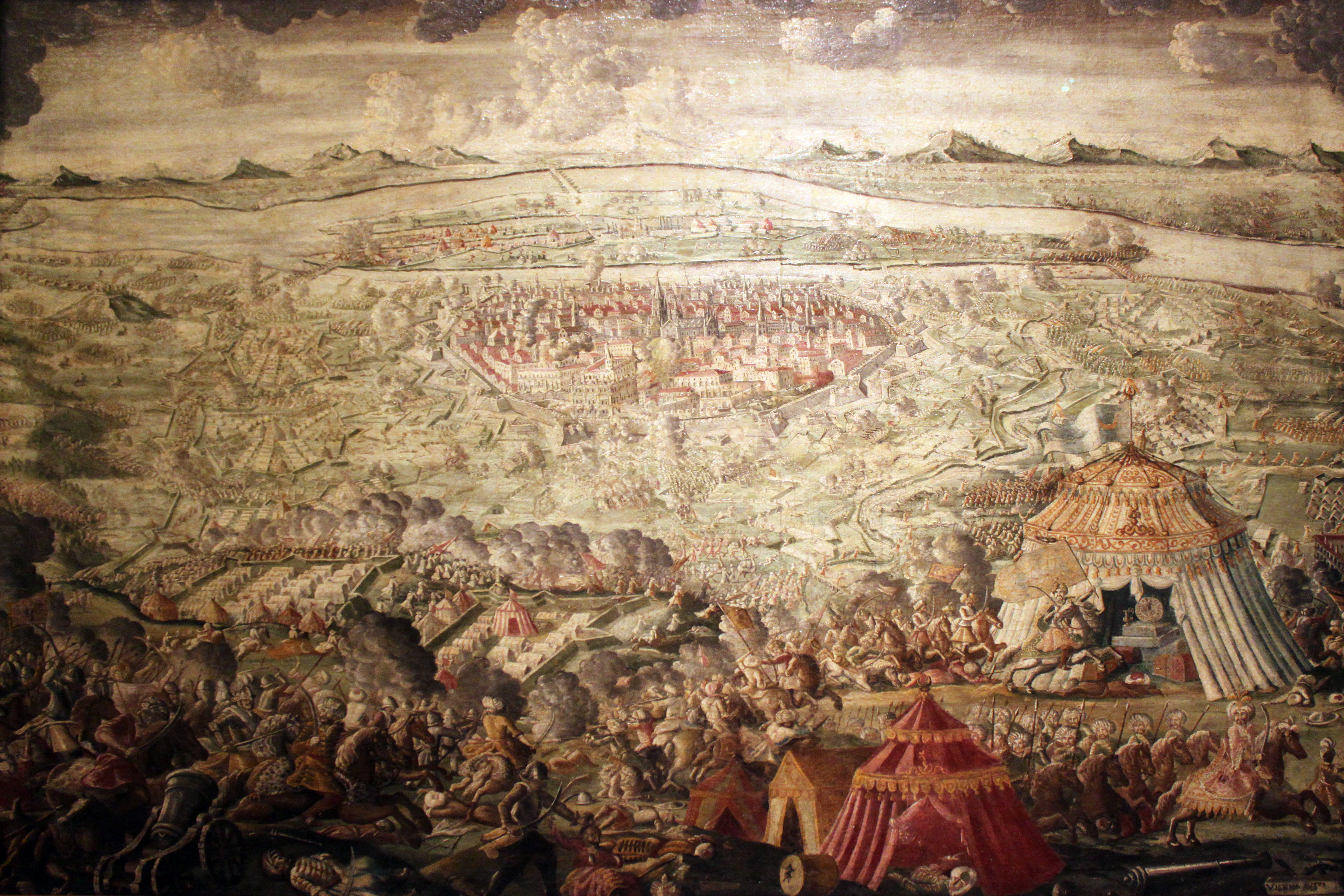
Siège de Vienne par les Turcs en 1683.

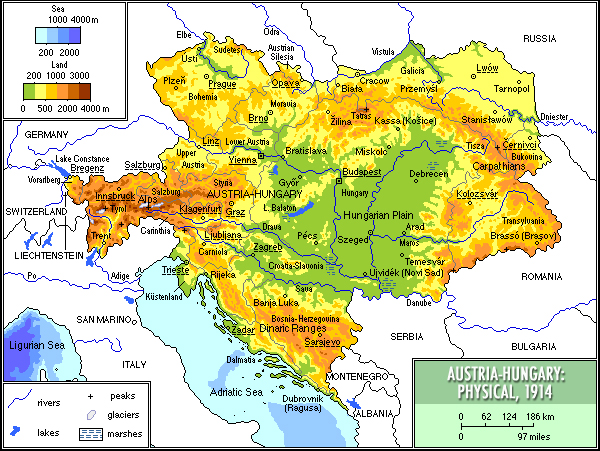
L'Autriche-Hongrie en 1914.

En 1815 — après le congrès de Vienne — l’Autriche et les autres pays germanophones essayent à nouveau de former une confédération germanique, mais l’opposition austro-prussienne domine, et la guerre austro-prussienne achève cette confédération en 1866 et résout la question allemande au détriment de l’Autriche. Sous le règne de François-Joseph Ier, en 1867, l'Autriche se tourne vers le Sud-Est de l’Europe, de sorte que l’empire d’Autriche se transforme et s’agrandit pour former la « monarchie danubienne » (Donaumonarchie), l’Autriche-Hongrie. Vienne est trois ans après (1873) l'épicentre du krach du siècle. François-Joseph meurt en 1916, à 86 ans, pendant la Première Guerre mondiale, après 68 ans de règne.
Après de vaines tentatives de retour à la paix, son petit-neveu et successeur Charles Ier d'Autriche assiste le 12 novembre 1918 à la dislocation de son Empire et part en exil.

### Époque contemporaine
Lors de la scission de l'Autriche-Hongrie en 1918, les députés autrichiens allemands du parlement de Cisleithanie (Reichsrat) élus en 1911 décident de fonder un État d'Autriche allemande. L'Assemblée rédige une constitution déclarant que « l'Autriche allemande est une république démocratique » (article 1) et qu'elle « est une partie de la République allemande » (article 2). Les alliés de la Première Guerre mondiale s'opposent à cette idée, et le traité de Saint-Germain-en-Laye interdit le nom d'« Autriche allemande » et son unification éventuelle avec l'Allemagne (article 88), donnant naissance à l'ère de la Première République d'Autriche.
Considérablement réduite en taille après le traité de Saint-Germain-en-Laye de 1919, l'Autriche connaît une grave crise économique au lendemain de la Grande Guerre. Ce n'est que grâce à l'intervention de la Société des Nations que sa situation s'améliore à la fin des années 1920. L'Autriche est alors réduite à son territoire actuel. Le pays se laisse alors tenter par l'austrofascisme de 1934 à 1938, mené par le Front patriotique, parti unique autoritaire ultra-nationaliste catholique, anti-communiste et anti-nazi.

Plus tard, l'Autriche est rattachée à l'Allemagne hitlérienne entre 1938 et 1945. La défaite hitlérienne à la fin de la Seconde Guerre mondiale, laisse le pays exsangue. Vienne, la capitale historique, connaît alors pendant dix ans un sort similaire à celui de Berlin avec une division quadripartite. En 1955, le pays recouvre sa souveraineté et mène une politique de stricte neutralité. La guerre froide en fait à nouveau une « marche » de l'Europe, cette fois face au bloc soviétique. Elle connaît alors un fort redressement économique durant cette période, avant d'adhérer à l'Union européenne en 1995.

## Politique
La Deuxième République est le régime politique républicain en vigueur en Autriche depuis le 27 avril 1945. Ce régime est qualifié de démocratie parlementaire semi-présidentielle.

### Système politique

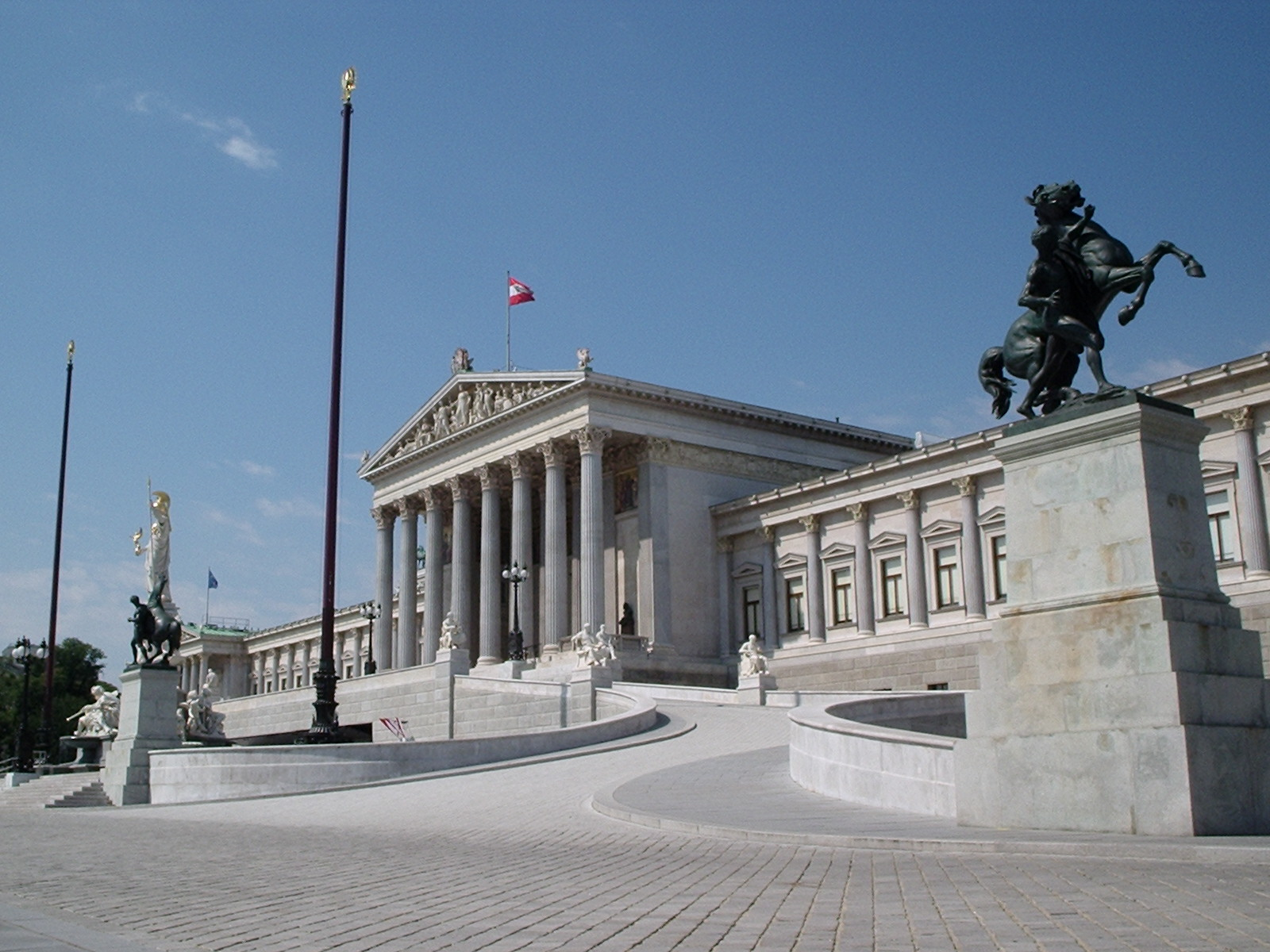
Le Parlement à Vienne.

Le Conseil national autrichien (Nationalrat, 183 sièges) est depuis le 29 septembre 2019 composé comme suit :
- 71 sièges à l’ÖVP (Parti populaire autrichien) (37,54 % des suffrages) ;
- 40 sièges au SPÖ (Parti social-démocrate autrichien) (21,22 %) ;
- 31 sièges au FPÖ (Parti de la liberté d'Autriche) (16,21 %) ;
- 26 sièges à Grünen (Les Verts - L'Alternative Verte) (13,8 %) ;
- 15 sièges à NEOS (l'Autriche nouvelle) (8,06 %).

Heinz Fischer, du SPÖ, est élu président fédéral le 25 avril 2004 avec 52,41 % des voix contre 47,59 % des voix pour Benita Ferrero-Waldner. Il est intronisé le 8 juillet 2004, soit deux jours après le décès de son prédécesseur, Thomas Klestil. Le 25 avril 2010, Fischer est réélu avec 79,3 % des voix pour un nouveau mandat de six ans.
Le 9 octobre 2022 a lieu le second tour de l'élection présidentielle de 2022 ; le vainqueur est le président sortant Alexander Van der Bellen qui est réélu au 1er tour avec 56,69 %.

### Politique internationale

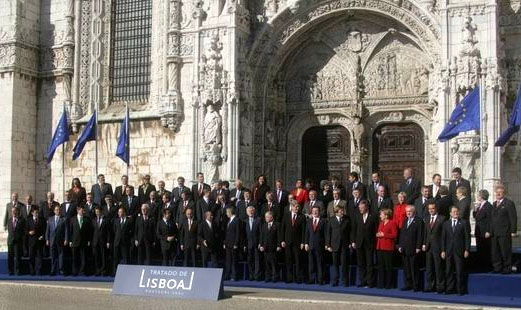
L'Autriche a signé le Traité de Lisbonne en 2007.

L'Autriche est un pays neutre, qui ne fait, par exemple, pas partie de l’OTAN, à la différence de la plupart des pays européens. La neutralité autrichienne est une conséquence directe des négociations pour le Traité d'État autrichien (Staatsvertrag), signé le 15 mai 1955 à Vienne.
Le pays est membre de l'Association européenne de libre-échange de 1960 à 1995, puis rejoint l'Union européenne le 1er janvier 1995. En 2002, l'Autriche abandonne le schilling autrichien et adopte l'euro.
L'Autriche est un pays observateur au sein de l'Organisation internationale de la francophonie.
En 2000, après l'entrée au gouvernement du Parti de la liberté d'Autriche (FPÖ), les quatorze autres États membres de l'Union européenne cessent toute rencontre bilatérale avec le gouvernement autrichien pendant sept mois, imposent des limitations à ses ambassadeurs et ôtent tout soutien à des candidats autrichiens à des postes dans les organisations internationales,.

#### Forces armées
L'armée autrichienne est de puissance réduite et participe peu aux opérations hors de son territoire.

### Organisation territoriale
L’organisation territoriale de l'Autriche se compose de plusieurs niveaux. Le premier échelon administratif, sous l’État fédéral, est l’État fédéré. Il existe cependant un échelon statistique supérieur, le groupe d’États. Viennent ensuite les districts et en dessous les communes.

#### Bundesländer (États)
L'Autriche est une République fédérant neuf États ou Bundesländer :
- Basse-Autriche (Niederösterreich), dont la capitale est Sankt Pölten depuis 1986 ;
- Burgenland, dont la capitale est Eisenstadt ;
- Carinthie (Kärnten), dont la capitale est Klagenfurt (Klagenfurt am Wörthersee) ;
- Haute-Autriche (Oberösterreich), dont la capitale est Linz ;
- Salzbourg (Salzburg), dont la capitale est Salzbourg ;
- Styrie (Steiermark), dont la capitale est Graz ;
- Tyrol (Tirol) dont la capitale est Innsbruck ;
- Vienne (Wien), ville-land et capitale fédérale ;
- Vorarlberg, dont la capitale est Brégence.

## Économie
- Taux de chômage : 4,9 % (2013)[24] ;

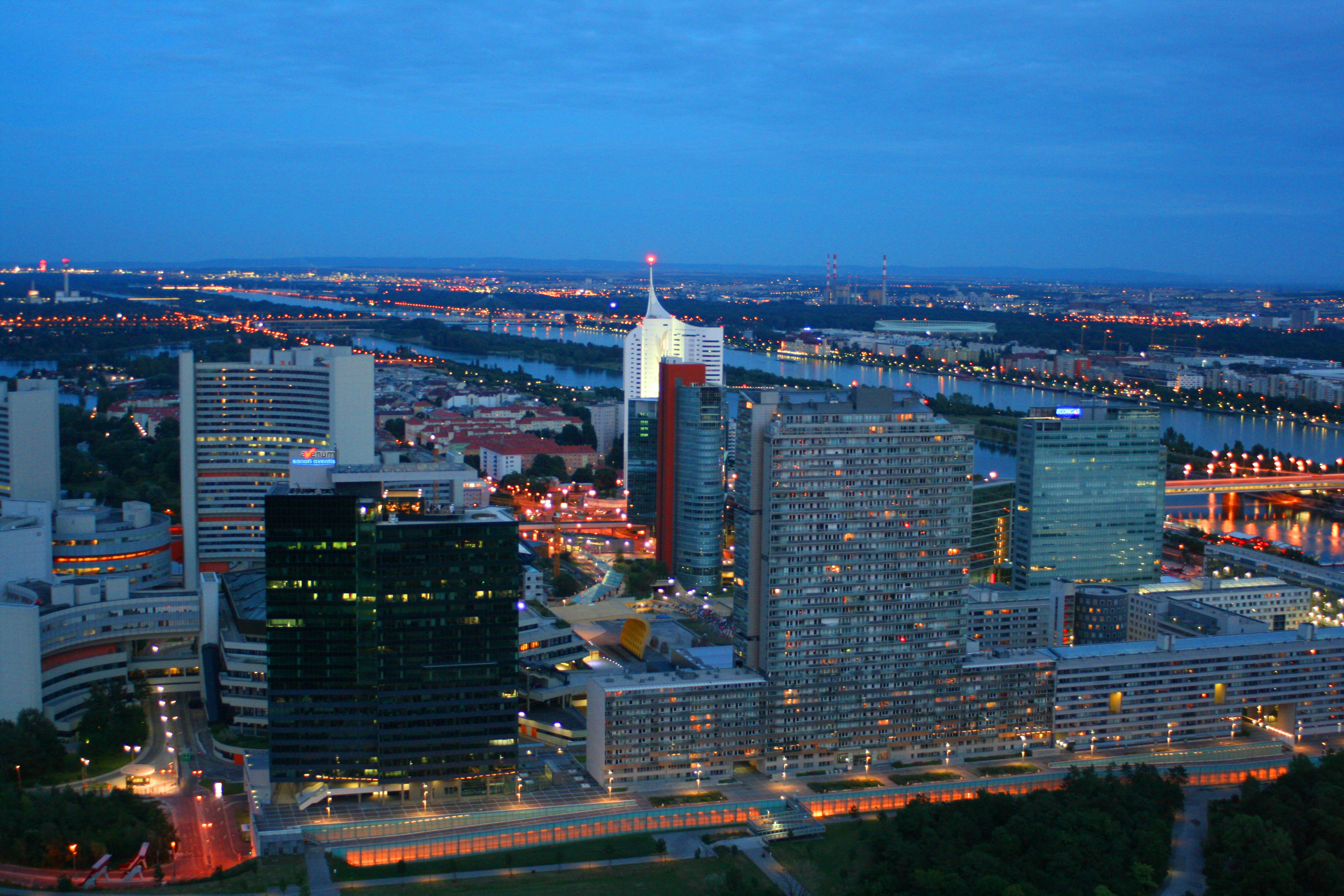
Panorama urbain de Vienne.

- PIB (produit intérieur brut) en parité de pouvoir d'achat : 361 milliards de dollars (2013)[24] ;
- PIB par habitant : 42 600 dollars (2013)[24] ;
- PIB, composition par secteur en 2013[24] :
  - primaire (agriculture) : 1,6 % (5,5 % de la population active),
  - secondaire (industries) : 28,6 % (26 % de la population active),
  - tertiaire (services) : 69,8 % (68,5 % de la population active).

Grâce notamment au poids important des sociétés spécialisées dans la sous-traitance, l'Autriche est essentiellement un pays de petites et moyennes entreprises.

### Industrie
En 2024, l'Autriche est classée en 17e position pour l'indice mondial de l'innovation.
Les secteurs-clés de l'industrie autrichienne :
- l’industrie chimique (cellulose, pétrochimie) ;
- l’industrie textile et de l'habillement (haut de gamme) ;
- l’industrie du papier et du carton-pâte (grâce aux ressources forestières très abondantes) ;
- l’industrie électrique et électronique (plus de 400 entreprises fabriquent des composants électriques ou électroniques, de la puce jusqu’à la centrale électrique livrée clés en main) ;
- l’agroalimentaire (a largement bénéficié de l’intégration européenne) ;
- l’industrie métallurgique et mécanique (le secteur phare, étant donné que l’Autriche est un pays exportateur de machines-outils).

### Tourisme
Le tourisme est l'un des secteurs économiques les plus importants en Autriche : en 2018, sa valeur ajoutée directe est de 26,2 milliards d'euros, ce qui correspond à 8,7 % du PIB. Le tourisme est uniformément réparti sur les saisons d'été et d'hiver.

## Démographie
Une estimation préliminaire de la population autrichienne en date du 1er janvier 2016, faisait état de 8 700 471 habitants. L'Autriche affiche au total une croissance de plus de 115 545 personnes en une année, et a connu ainsi une croissance démographique exceptionnelle de 1,35 %. L'essentiel de cet accroissement est le fait de l'immigration soutenue, le taux d'accroissement naturel étant nul.
La croissance fut de 53 200 habitants en 2005. Le taux moyen de 0,66 % observé en 2004-2005 était cinq fois supérieur au taux fort bas affiché au milieu des années 1990.
Mais, à l’instar de tous ses voisins, le pays fait en réalité partie du groupe de pays d’Europe centro-méridionale à bas taux de fécondité (1,41 en 2005). L’excédent des naissances est très faible (de - 1 000 à + 5 000 personnes ces dernières années) et dû totalement à l’excédent naturel des étrangers. La totalité de l'accroissement de la population constaté est dû à une nouvelle vague d’immigration.
Sur 78 000 naissances en 2005, plus de 9 000 étaient de nationalité étrangère, et bien plus encore en comptant les naissances liées à des parents immigrés ou étrangers fraîchement naturalisés. Le flux d’immigration nette a dépassé 50 000 personnes en 2004 comme en 2005. Le niveau des acquisitions de la nationalité autrichienne est élevé, surtout chez les jeunes et a atteint près de 35 000 étrangers en 2005, après des années 2003 et 2004 records (44 694 et 41 645). L'Autriche interdit cependant de travailler aux citoyens qui n'ont pas de nationalité de l'UE, afin de freiner l'immigration.
L'espérance de vie en Autriche s'élève à 82,1 ans pour les femmes et à 76,4 ans pour les hommes.

### Villes

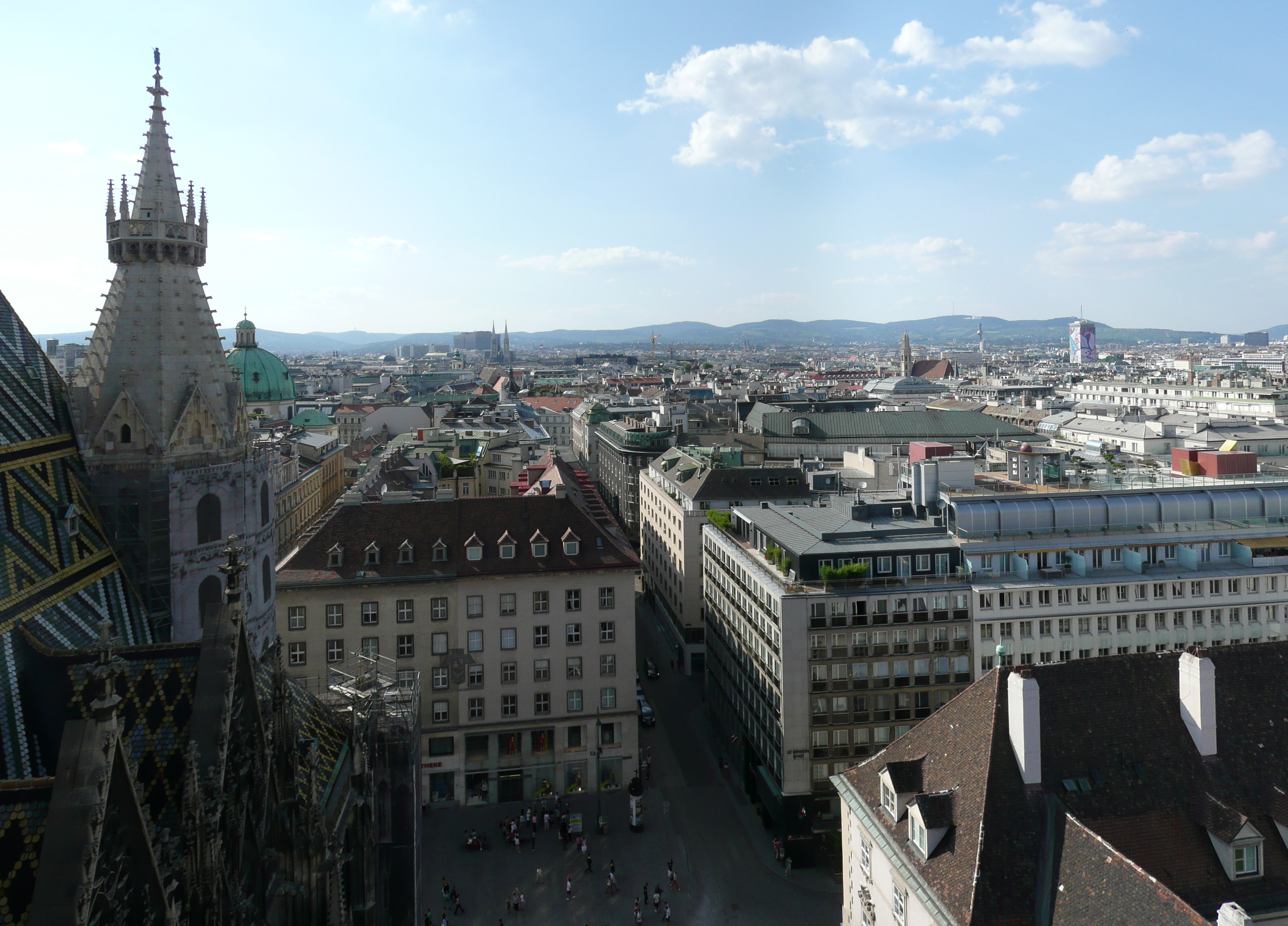
Vienne.
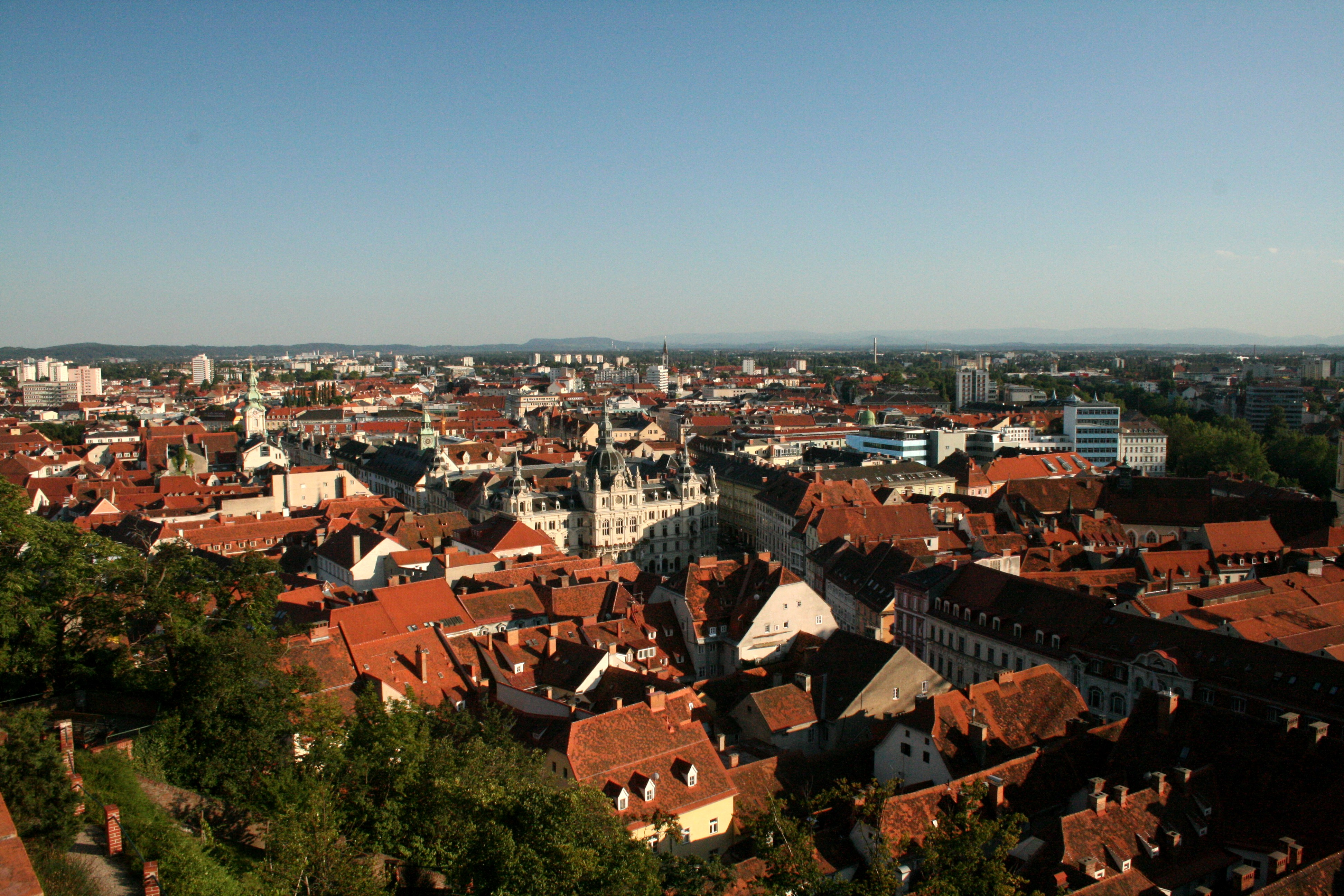
Graz.
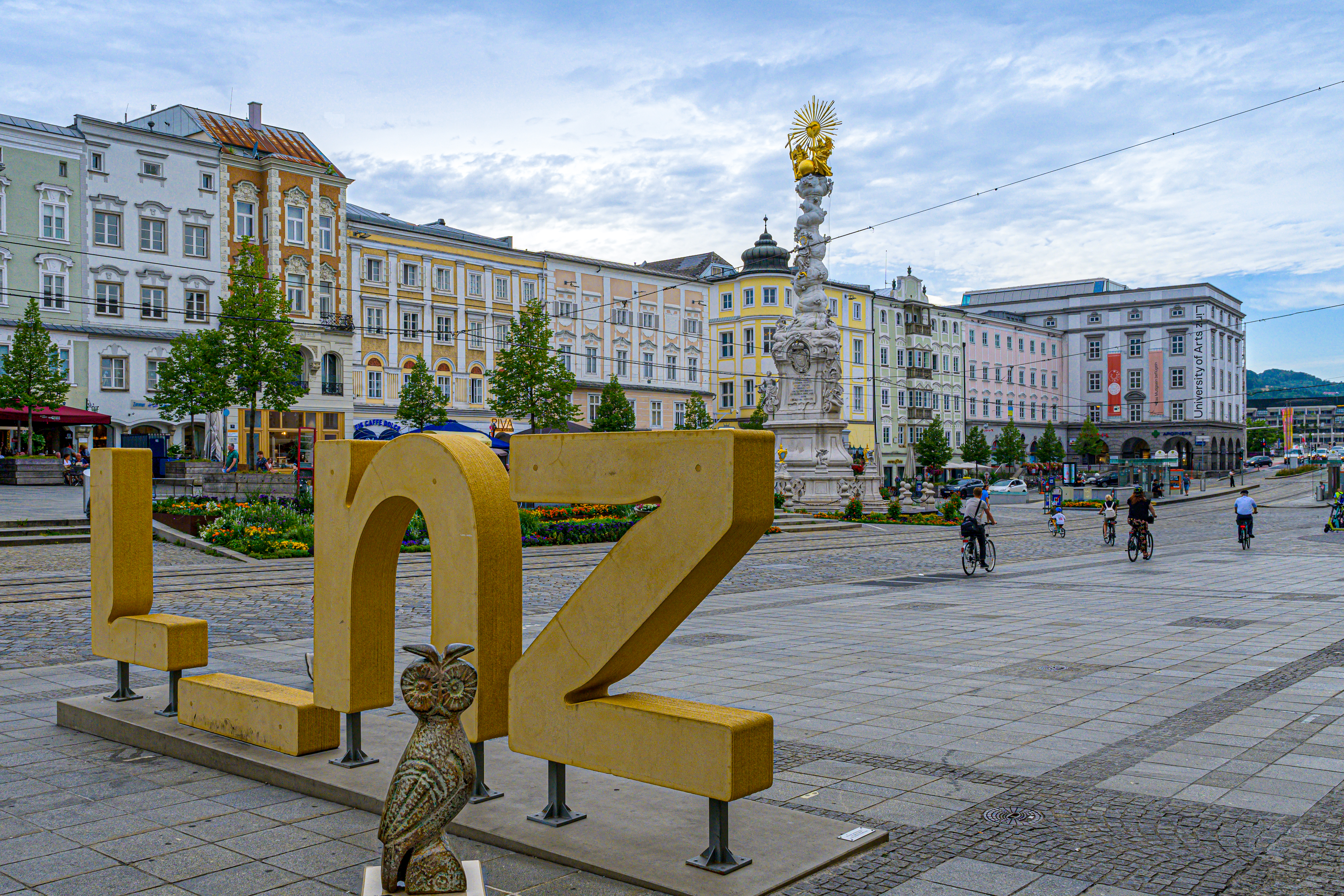
Linz.
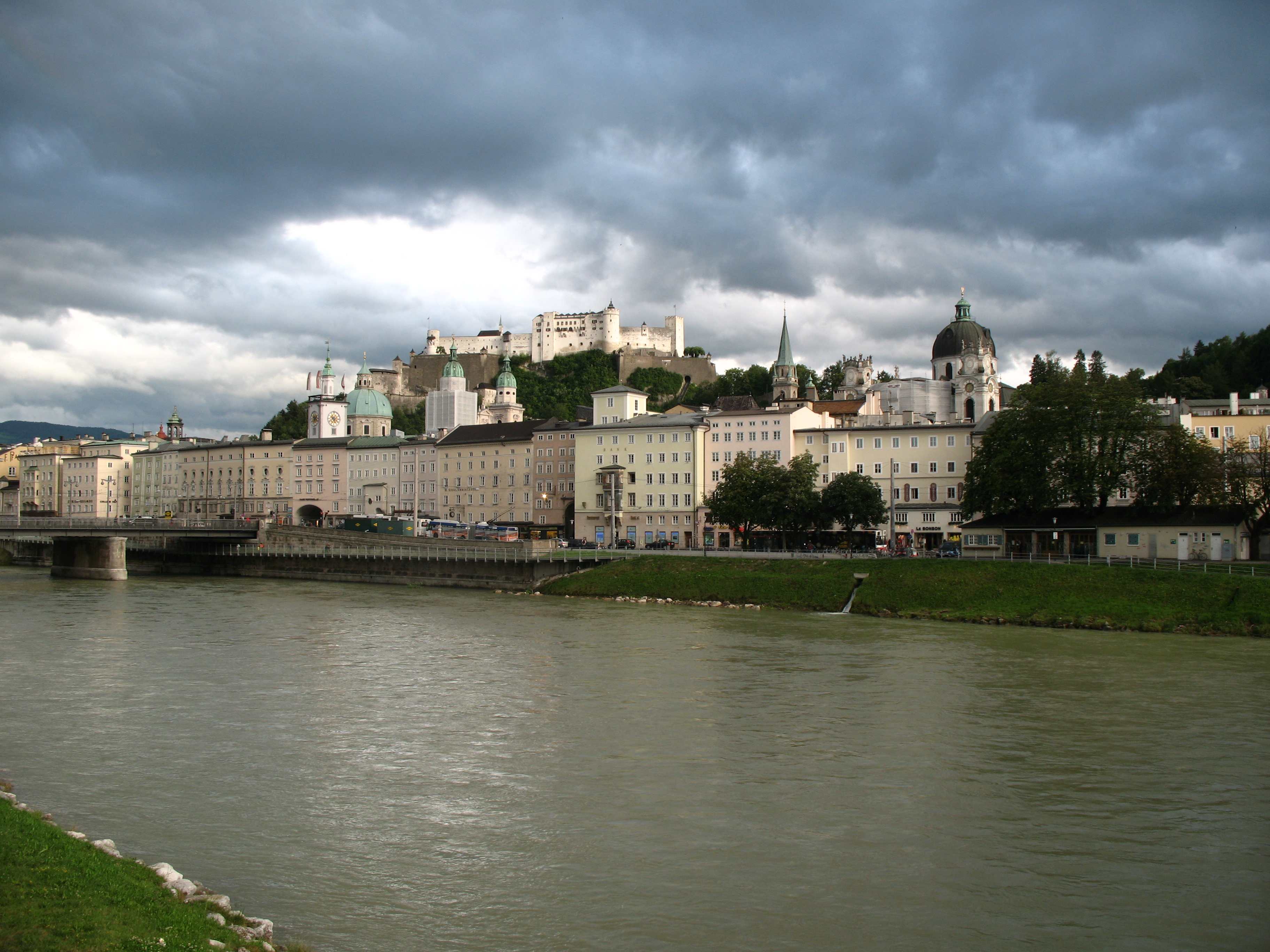
Salzbourg.

| Rang | Ville              | Land           | Population  |
| ---- | ------------------ | -------------- | ----------- |
| 1    | Vienne             | Vienne         | +1 897 491, |
| 2    | Graz               | Styrie         | +0288 806,  |
| 3    | Linz               | Haute-Autriche | +0205 726,  |
| 4    | Salzbourg          | Salzbourg      | +0154 211,  |
| 5    | Innsbruck          | Tyrol          | +0132 110,  |
| 6    | Klagenfurt         | Carinthie      | +0100 817,  |
| 7    | Villach            | Carinthie      | +0062 243,  |
| 8    | Wels               | Haute-Autriche | +0061 727,  |
| 9    | Sankt Pölten       | Basse-Autriche | +0055 044,  |
| 10   | Dornbirn           | Vorarlberg     | +0049 845,  |
| 11   | Wiener Neustadt    | Basse-Autriche | +0045 277,  |
| 12   | Steyr              | Haute-Autriche | +0038 193,  |
| 13   | Feldkirch          | Vorarlberg     | +0034 192,  |
| 14   | Brégence           | Vorarlberg     | +0029 698,  |
| 15   | Leonding           | Haute-Autriche | +0028 795,  |
| 16   | Klosterneuburg     | Basse-Autriche | +0027 368,  |
| 17   | Baden              | Basse-Autriche | +0025 906,  |
| 18   | Wolfsberg          | Carinthie      | +0024 998,  |
| 19   | Krems an der Donau | Basse-Autriche | +0024 876,  |
| 20   | Leoben             | Styrie         | +0024 584,  |

## Culture
L'Autriche a donné le jour à de nombreux artistes célèbres, comme les compositeurs Franz Schubert, Johann Strauss (père et fils), Anton Bruckner et Gustav Mahler, les chefs d'orchestre Karl Böhm et Herbert von Karajan, les actrices Hedy Lamarr et Romy Schneider (certes née à Vienne, celle-ci n'a cependant jamais eu la nationalité autrichienne), les peintres Egon Schiele et Gustav Klimt, les écrivains Arthur Schnitzler, Thomas Bernhard, Ingeborg Bachmann, Elfriede Jelinek et Robert Musil, les architectes Adolf Loos, Otto Wagner, Josef Hoffmann. Certains artistes sont venus en Autriche, telle qu'Anna Jermolaewa, artiste multidisciplinaire ayant fui la Russie, et représentant en 2024 l'Autriche à la Biennale de Venise - Exposition Internationale d'Art Contemporain. Beaucoup ont émigré, notamment à la fin des années 1930, et ont connu la notoriété dans des pays étrangers : l'écrivain Stefan Zweig, l'historien d'art Otto Benesch, la peintre Mariette Lydis, le compositeur Arnold Schoenberg, le musicien Erich Wolfgang Korngold, les cinéastes Max Reinhardt, Michael Haneke, la chorégraphe Margarethe Wallmann, l'acteur Arnold Schwarzenegger et beaucoup d'autres. En revanche, et contrairement à une idée répandue, le compositeur Wolfgang Amadeus Mozart n'était pas autrichien : lorsqu'il est né, en 1756, la ville de Salzbourg était encore une principauté du Saint-Empire romain germanique, et ce n'est qu'après sa mort qu'elle a été rattachée à l'Autriche.

### Langues
La langue officielle de l’Autriche est l’allemand. L’allemand autrichien est différent dans sa prononciation et son lexique comparé à celui parlé en Allemagne. Il s’agit de la langue maternelle de 89 % de la population du pays, soit 7 115 780 personnes sur 8 032 926 Autrichiens.
98 % de la population sait parler l'allemand standard, comme celui parlé en Allemagne. Les minorités linguistiques sont majoritairement bilingues.

### Religions
| Année | Population | Catholiques | Catholiques | Luthériens | Luthériens |
| Année | Population | Nombre      | %           | Nombre     | %          |
| ----- | ---------- | ----------- | ----------- | ---------- | ---------- |
| 1951  | 6 933 905  | 6 170 084   | 89,0 %      | 429 493    | 6,2 %      |
| 1961  | 7 073 807  | 6 295 075   | 89,0 %      | 438 663    | 6,2 %      |
| 1971  | 7 491 526  | 6 548 316   | 87,4 %      | 447 070    | 6 %        |
| 1981  | 7 555 338  | 6 372 645   | 84,3 %      | 423 162    | 5,6 %      |
| 1991  | 7 795 786  | 6 081 454   | 78 %        | 389 800    | 5 %        |
| 2001  | 8 032 926  | 5 915 421   | 73,6 %      | 376 150    | 4,7 %      |
| 2012  | 8 408 100  | 5 360 000   | 63,8 %      | -          | -          |
| 2018  | 8 822 267  | 5 050 000   | 57,2 %      | 297 517    | 3,3 %      |

En 2018, 57,2 % des Autrichiens étaient catholiques, 3,3 % protestants luthériens.
En 2001 4,2 % musulmans, 5,5 % autres et 12 % sans religion.
En 2016, le nombre de musulmans s'établit à près de 600 000 provenant principalement de Bosnie et de Turquie. Les alévis bektachi sont environ 60 000 en Autriche. En 2010, l'État autrichien a officiellement reconnu l'alévisme comme un culte. Les cemevi ont un statut légal, les chefs religieux sont reconnus par l'État, les jours sacrés (kurban, ashura, Hizir et newroz) des alévis sont devenus des jours fériés, et des masters sur l'alévisme sont mis en place. Les Autrichiens musulmans doivent faire face à une montée de l'intolérance religieuse : la majorité de la population considérerait que les musulmans ne devraient pas bénéficier de droits égaux à ceux des catholiques, et les agressions islamophobes sont en augmentation.

### Médias

#### Télévision
- Télévision en Autriche
- Chaînes de télévision en Autriche

### Musique
Le pays compte plusieurs orchestres de renommée internationale, tels le Concentus Musicus Wien, dirigé par Nikolaus Harnoncourt, et surtout l'Orchestre philharmonique de Vienne conduit par des chefs invités de renom.

### Littérature
La littérature autrichienne désigne la production d'auteurs nés dans l'empire d'Autriche, dans l'Autriche-Hongrie, dans l'éphémère République d'Autriche allemande ou dans l'actuelle République d'Autriche. Comme l'extension géographique, culturelle, ethnique et linguistique du pays a été bouleversée, que la nature de sa relation politique et culturelle à l'Allemagne a fait l'objet de nombreux et douloureux débats et qu'en raison des vicissitudes politiques, beaucoup d'auteurs ont émigré hors des frontières du pays, une définition purement géographique reste problématique.
L'article traite principalement de littérature germanophone, évoquant d'autres pistes annexes.

### Personnalités

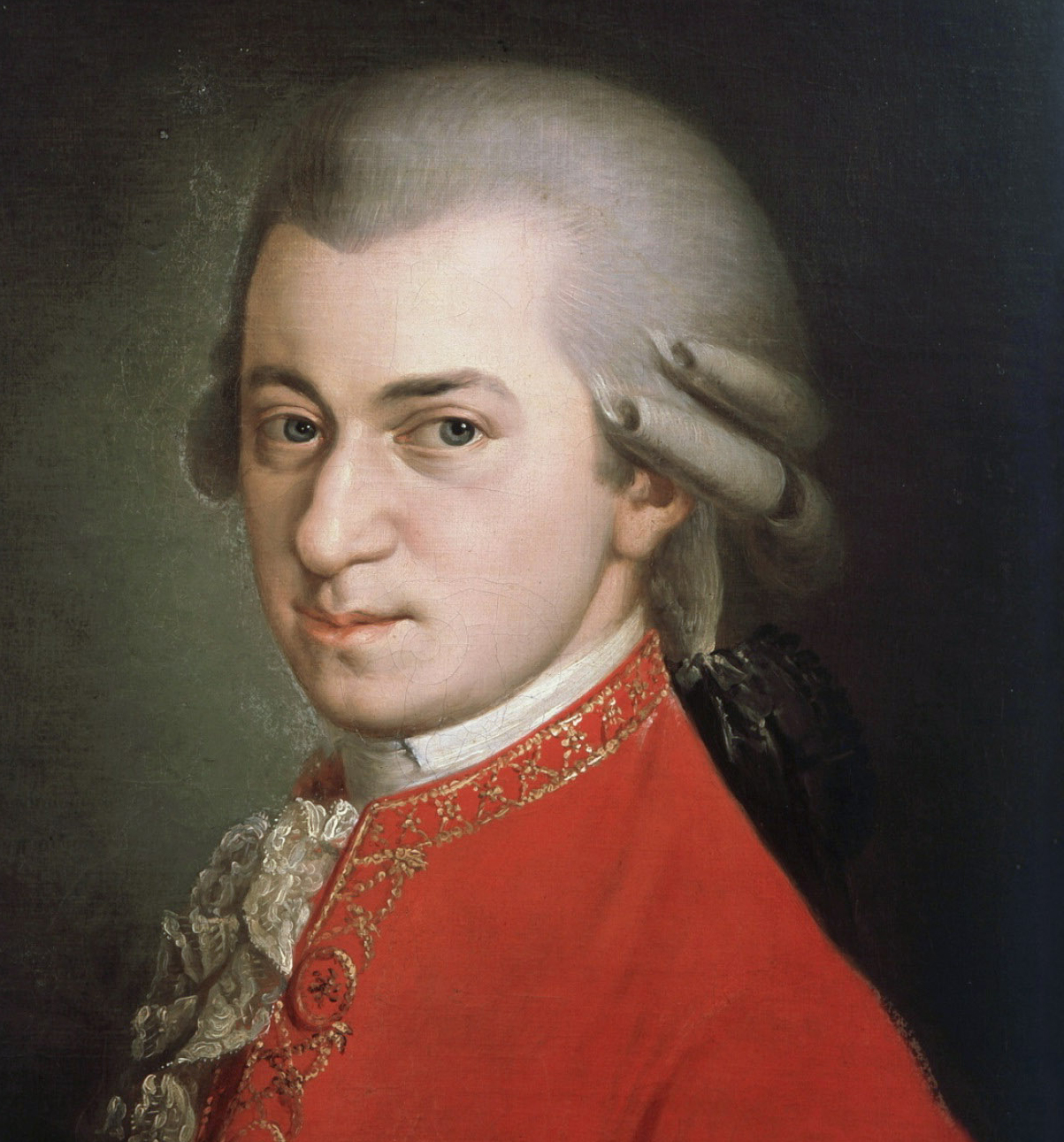
Wolfgang Amadeus Mozart.

Parmi les autres Autrichiens célèbres, on compte les compositeurs Franz Schubert, Anton Bruckner, Mozart (même si, Salzbourg, sa ville natale, n'a été rattachée à l'Autriche qu'après sa mort) et Gustav Mahler, les chefs d'orchestre Karl Böhm et Herbert von Karajan, les physiciens Ludwig Boltzmann, Erwin Schrödinger, et Wolfgang Pauli, le mathématicien Kurt Gödel, les économistes Ludwig von Mises et Friedrich Hayek, les philosophes Karl Popper et Ludwig Wittgenstein, le psychanalyste Sigmund Freud, les écrivains Stefan Zweig, Robert Musil, Carl Zuckmayer, Elfriede Jelinek, Joseph Roth ou Thomas Bernhard, les peintres Gustav Klimt, Egon Schiele et Oskar Kokoschka ainsi que l’acteur et homme politique Arnold Schwarzenegger, l'acteur Christoph Waltz, le réalisateur doublement palmé à Cannes Michael Haneke, l'acteur Helmut Berger, mais aussi Adolf Hitler, émigré en Allemagne en 1913, et qui demande à renoncer à sa nationalité autrichienne le 7 avril 1925 ou encore le père fondateur du sionisme Theodor Herzl.
Située dans les Alpes, l'Autriche est la patrie de nombreux skieurs alpins, comme Toni Sailer, Hermann Maier, Annemarie Moser-Pröll, Anita Wachter et Benjamin Raich. Avec l'Euro 2008, organisé par la Suisse et l'Autriche, les joueurs de l'équipe nationale de football ont gagné aussi en popularité, comme Andy Ivanschitz, Jimmy Hoffer ou Sebastian Prödl.
Ce petit pays démographiquement parlant a aussi donné naissance à deux champions du monde de Formule 1 : Jochen Rindt (champion en 1970 à titre posthume) et Niki Lauda (champion en 1975, 1977 et 1984).

### Fêtes et jours fériés
La pratique religieuse y était de 35 % dans les années 1950.

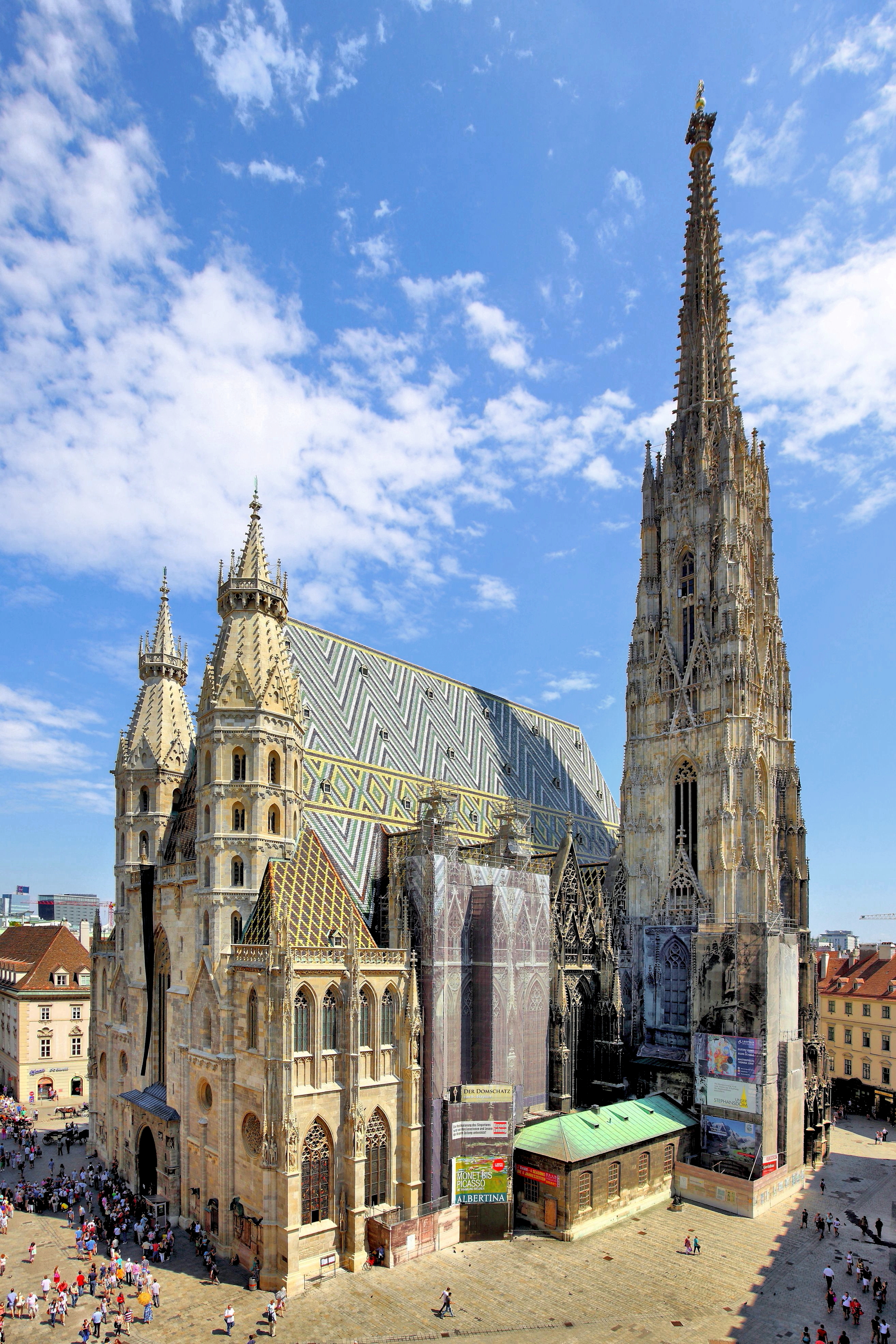
Cathédrale Saint-Étienne de Vienne.

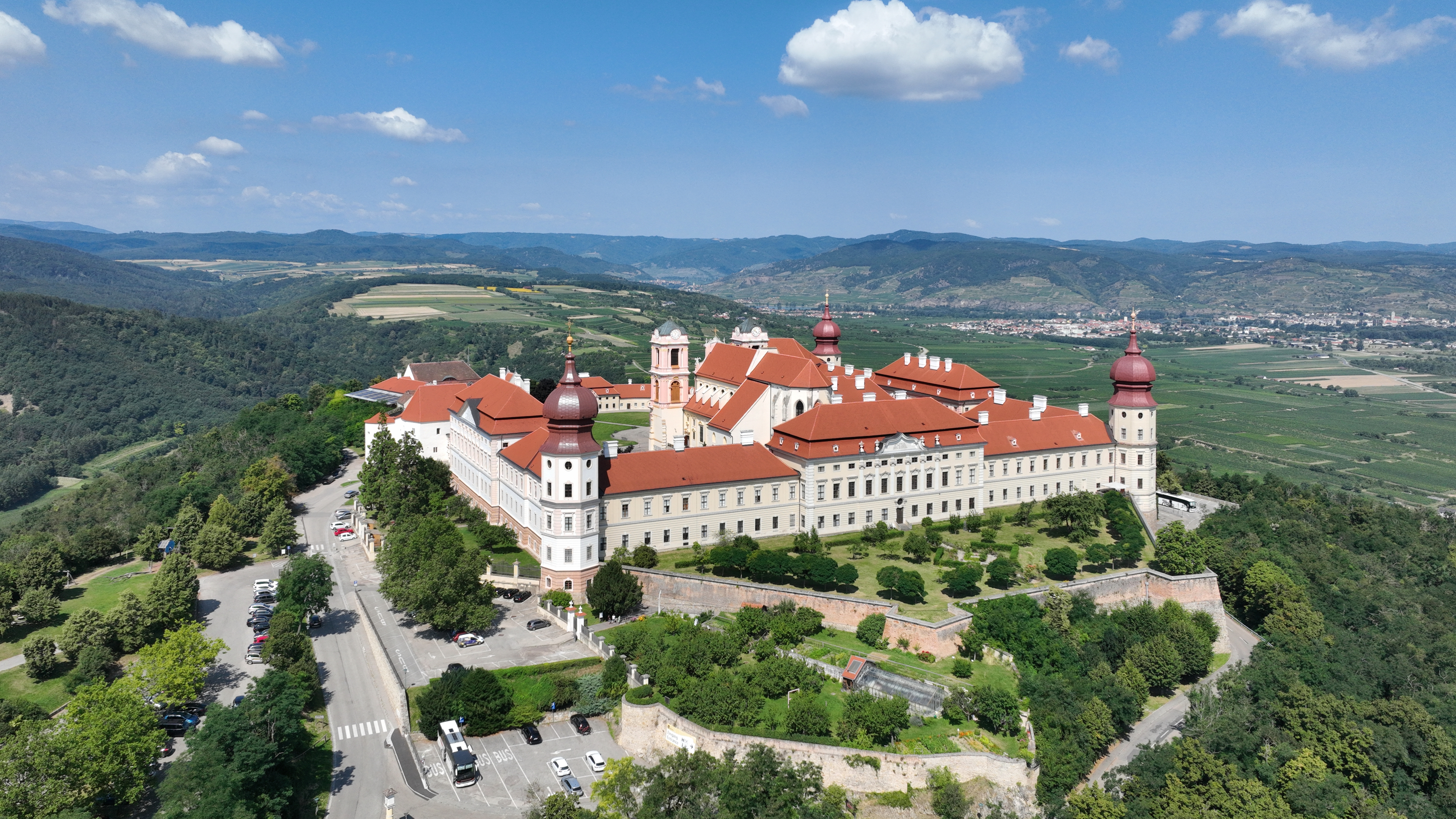
Abbaye de Göttweig.

| Date         | Nom français         | Nom local           | Remarques                                        |
| ------------ | -------------------- | ------------------- | ------------------------------------------------ |
| 1er janvier  | Nouvel An            | Neujahr             |                                                  |
| 6 janvier    | Épiphanie            | Heilige Drei Könige | Épiphanie                                        |
| variable     | Dimanche de Pâques   | Ostersonntag        | le Vendredi saint est chômé pour les protestants |
| variable     | Lundi de Pâques      | Ostermontag         |                                                  |
| 1er mai      | Fête du travail      | Tag der Arbeit      | fête du Travail                                  |
| variable     | Ascension            | Christi Himmelfahrt | Jeudi 40 jours après Pâques                      |
| variable     | Pentecôte            | Pfingstsonntag      |                                                  |
| variable     | Lundi de Pentecôte   | Pfingstmontag       |                                                  |
| variable     | Fête-Dieu            | Fronleichnam        | Jeudi 11 jours après la Pentecôte                |
| 15 août      | Assomption           | Maria Himmelfahrt   |                                                  |
| 26 octobre   | Fête nationale       | Nationalfeiertag    | Vote de la loi sur la neutralité                 |
| 1er novembre | Toussaint            | Allerheiligen       |                                                  |
| 8 décembre   | Immaculée conception | Maria Empfängnis    |                                                  |
| 25 décembre  | Noël                 | Christtag           |                                                  |
| 26 décembre  | Saint Étienne        | Stefanitag          |                                                  |
| 31 décembre  | Saint-Sylvestre      | Silvester           |                                                  |

## Photographies

### Paysages

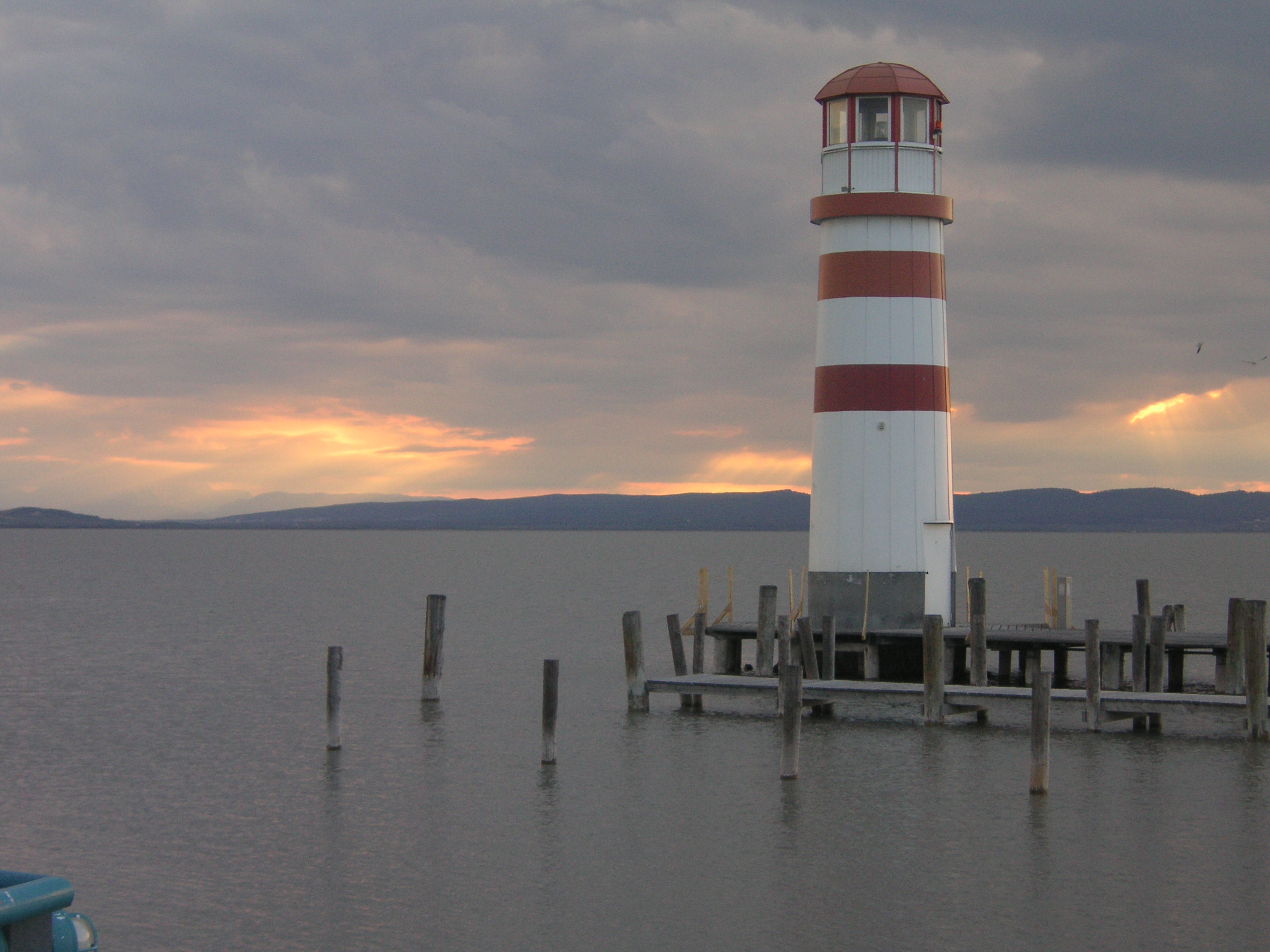
Lac de Neusiedl.
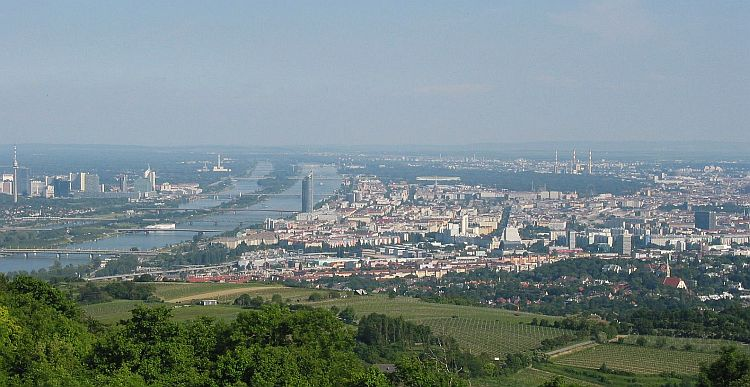
Bassin de Vienne.
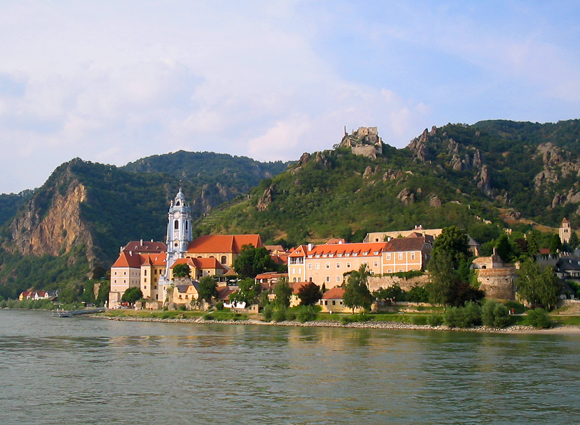
Wachau.
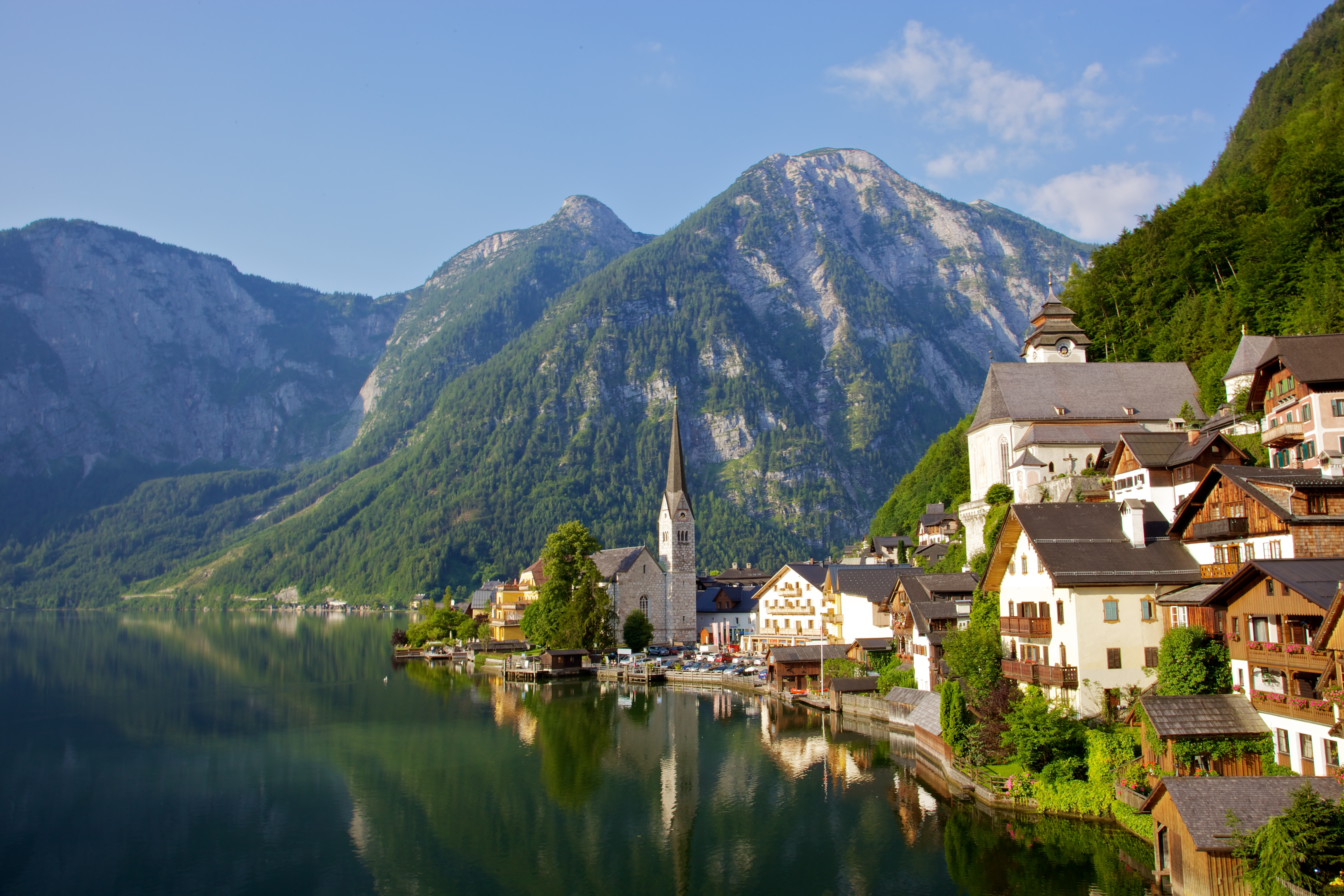
Hallstatt.
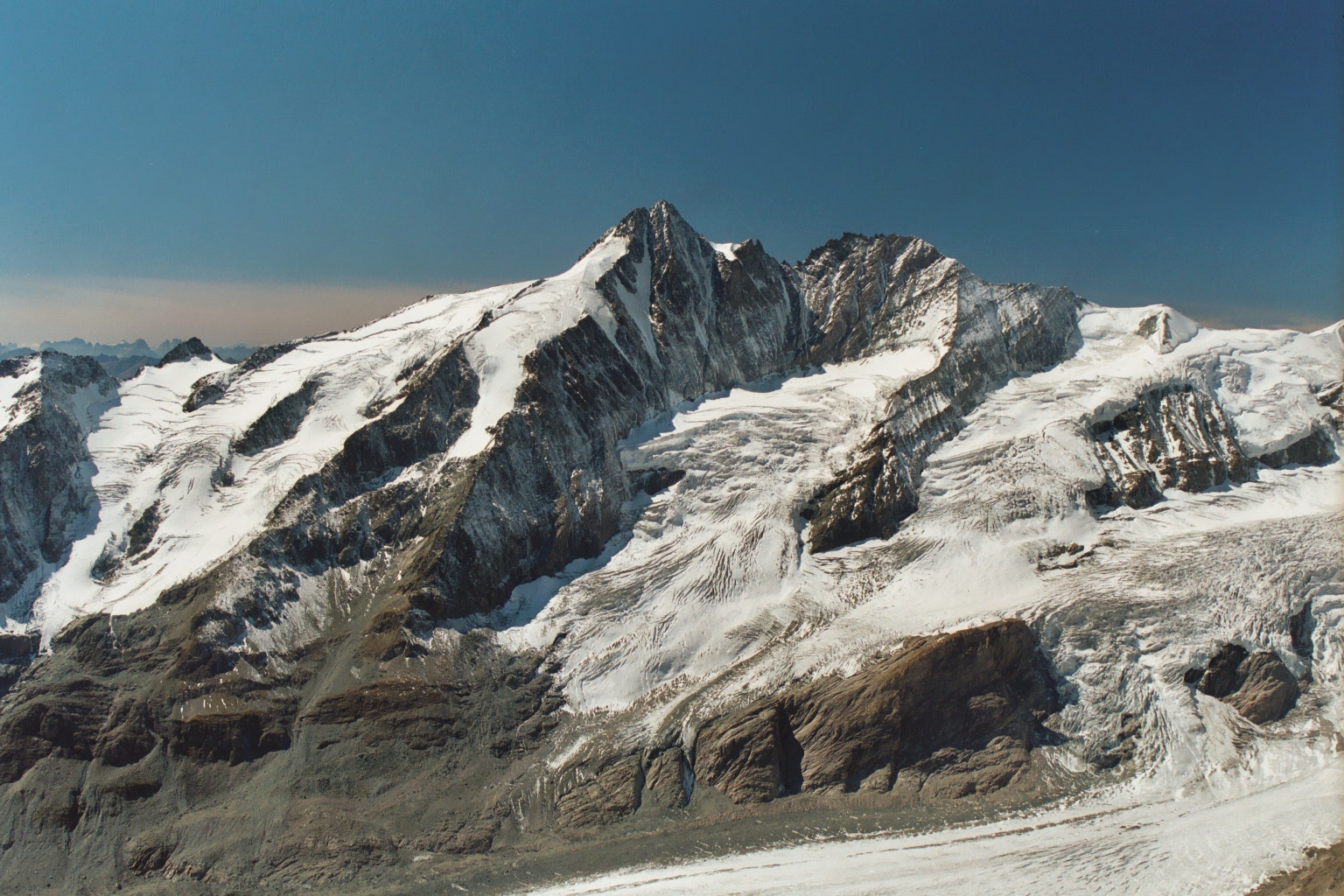
Grossglockner.

### Villes
- Vienne.
- Graz.
- Linz.
- Salzbourg.

## Statistiques
- Frontières terrestres : 2 562 km (Allemagne 784 km ; Italie 430 km ; Hongrie 366 km ; Tchéquie 362 km ; Slovénie 330 km ; Suisse 164 km ; Slovaquie 91 km ; Liechtenstein 35 km)[41].
- Extrémités d'altitude : + 115 m < + 3 797 m (Grossglockner).
- Lignes de téléphones fixes : 421.7 pour 1 000 habitants (en 2019)[42].
- Téléphones portables : 1 215,3 pour 1 000 habitants (en 2019)[43].
- Postes de radio : 6,08 millions (en 1997).
- Postes de télévision : 4,25 millions (en 1997).
- Utilisateurs d'Internet : 7 712 665 (en 2018)[44].
- Nombre de fournisseurs d'accès Internet : 37 (en 2000).
- Routes : 137 039 km (la totalité goudronnée) (en 2018)[45].
- Voies ferrées : 5 800 km (en 2017)[46].
- Voies navigables : 358 km (en 2011)[47].
- Nombre d'aéroports : 50 en 2020[48] (dont 24 avec des pistes goudronnées) (en 2017)[49].